# Långtjärnen (Lycksele socken, Lappland, 720650-161203)
Långtjärnen är en sjö i Lycksele kommun i Lappland och ingår i Umeälvens huvudavrinningsområde. Sjön har en area på 0,148 kvadratkilometer och ligger 270,1 meter över havet.

## Delavrinningsområde
Långtjärnen ingår i det delavrinningsområde (720933-161227) som SMHI kallar för Utloppet av Långtjärnen. Medelhöjden är 329 meter över havet och ytan är 14,75 kvadratkilometer. Det finns ett avrinningsområde uppströms, och räknas det in blir den ackumulerade arean 42,81 kvadratkilometer. Stenträskbäcken som avvattnar avrinningsområdet har biflödesordning 3, vilket innebär att vattnet flödar genom totalt 3 vattendrag innan det når havet efter 201 kilometer. Avrinningsområdet består mestadels av skog (80 procent). Avrinningsområdet har 0,14 kvadratkilometer vattenytor vilket ger det en sjöprocent på 1 procent.